# Lillesjön (Liareds socken, Västergötland)
Lillesjön är en sjö i Ulricehamns kommun i Västergötland och ingår i Ätrans huvudavrinningsområde. Sjön har en area på 0,0726 kvadratkilometer och ligger 277 meter över havet.

## Delavrinningsområde
Lillesjön ingår i det delavrinningsområde (641330-136892) som SMHI kallar för Utloppet av Nordsjön. Avrinningsområdets medelhöjd är 296 meter över havet och ytan är 8,97 kvadratkilometer. Det finns ett delavrinningsområde uppströms, och räknas det in blir den ackumulerade arean 36,49 kvadratkilometer. Avrinningsområdets utflöde Ätran mynnar i havet. Avrinningsområdet består mestadels av skog (51 procent), öppen mark (12 procent) och jordbruk (18 procent). Avrinningsområdet har 1,31 kvadratkilometer vattenytor vilket ger det en sjöprocent på 14,6 procent.